# Neogelenk

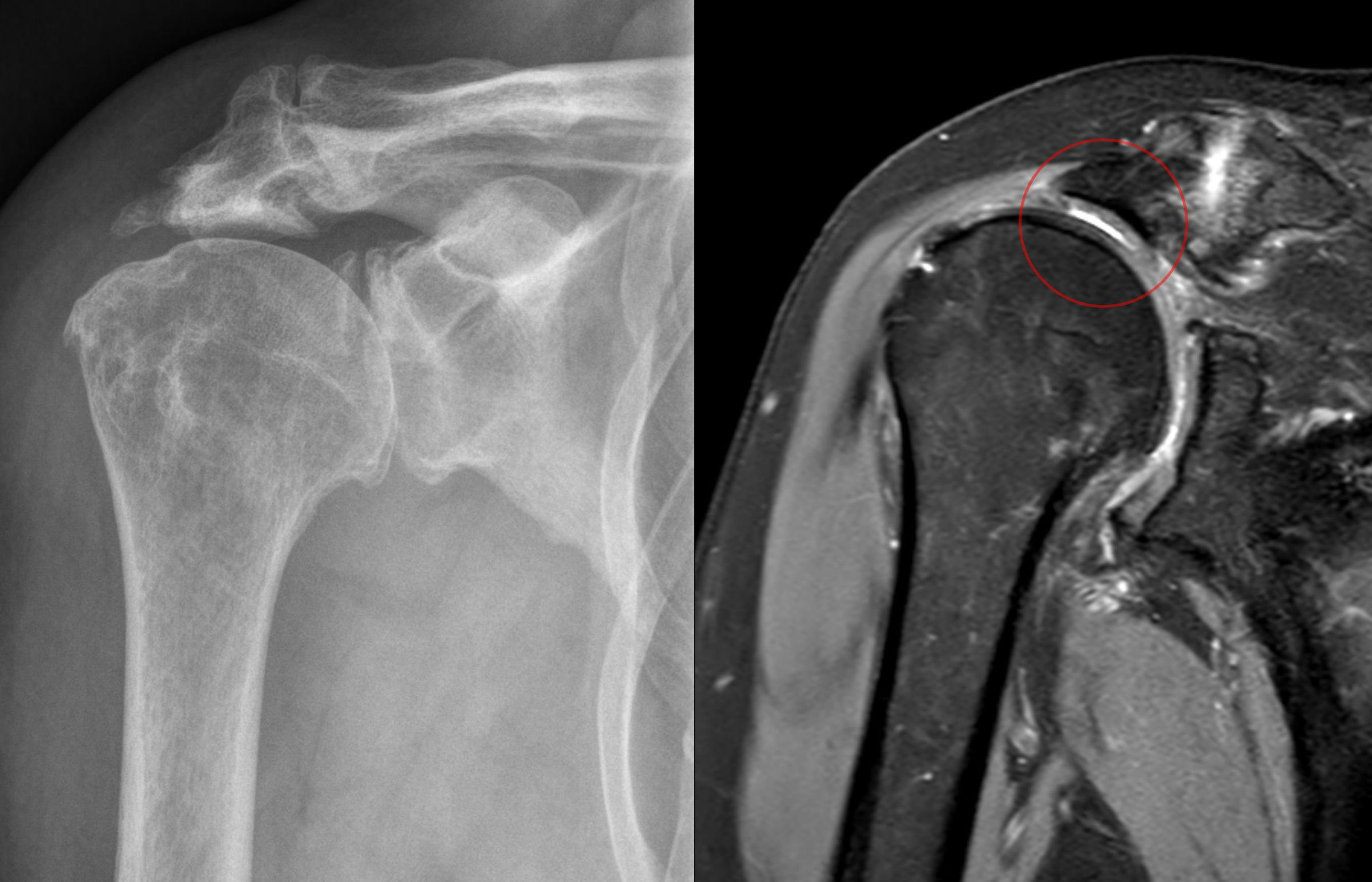
Schulter einer Patientin mit alter Läsion der Rotatorenmanschette. Der Humeruskopf steht dadurch hoch und hat mit dem Acromion ein Neogelenk gebildet. Im Röntgenbild links sieht man die konkave Umformung der Acromionunterfläche. Im MRT erkennt man sogar eine Schicht, die dem Knorpel an der Gelenkfläche des Humerus gleicht.

Ein Neogelenk (auch Nearthros oder Nearthrose) ist eine neu gebildete gelenkartige Verbindung zwischen zwei Knochen oder Knochenstücken, die an dieser Stelle in der normalen Anatomie so nicht vorkommt. Auch die künstliche Schaffung eines gelenkähnlichen Knochenkontaktes und im weiteren Wortsinn auch Gelenkprothesen werden als Neogelenk bezeichnet.
Der Begriff wird teilweise nicht scharf von dem des Falschgelenks (Pseudarthrose) getrennt, üblicherweise wird dieser jedoch für die Ausbildung einer gelenkähnlichen Struktur zwischen zwei Stücken eines Knochens nach einem Bruch verwendet, während als Neogelenk auch die Verbindung zwischen zwei unterschiedlichen Knochen bezeichnet wird. In einigen Werken wird die Unterscheidung auch danach getroffen, wie weit die neue Formation einem echten Gelenk ähnelt, ob also zum Beispiel Gelenkflüssigkeit vorhanden ist.
Ursächlich für die nicht artifiziellen Neogelenke kann z. B. eine nicht behandelte Luxation sein, bei der der luxierte Knochen an einer anderen Stelle wieder mit Knochen in Kontakt kommt und durch allmähliche Umformung dieser beiden sich eine gelenkähnliche Form und eventuell auch Funktion ausbildet. Weitere Ursachen können der Verlust von anatomischen Strukturen durch Trauma oder Degeneration sein, die normalerweise zwischen zwei Knochen liegen und so einen Abstand zwischen ihnen halten. Ein häufig vorkommendes Beispiel hierfür ist die Ausbildung eines Neogelenks zwischen Oberarmkopf und Acromion nach Schädigung der Rotatorenmanschette vor allem des Musculus supraspinatus.